# Superpuchar Białorusi w piłce siatkowej mężczyzn (2021/2022)
Superpuchar Białorusi w piłce siatkowej mężczyzn 2021 – piąta edycja rozgrywek o Superpuchar Białorusi zorganizowana przez Białoruski Związek Piłki Siatkowej, rozegrana 30 września 2021 roku w pałacu lodowym w Soligorsku. W meczu o Superpuchar udział wzięły dwa kluby: mistrz i zdobywca Pucharu Białorusi w sezonie 2020/2021 – Szachcior Soligorsk oraz finalista Pucharu Białorusi 2020 – Stroitiel Mińsk.
Po raz drugi zdobywcą Superpucharu Białorusi został klub Stroitiel Mińsk. Najlepszym zawodnikiem meczu wybrany został Siarhiej Akulicz.

## Drużyny uczestniczące
| Drużyna             | Osiągnięcia w sezonie 2020/2021          |
| ------------------- | ---------------------------------------- |
| Szachcior Soligorsk | mistrzostwo i zdobycie Pucharu Białorusi |
| Stroitiel Mińsk     | finał Pucharu Białorusi                  |

## Mecz
Czwartek, 30 września 2021 – 17:00 (UTC+3) • Pałac lodowy, Soligorsk
Widzów: 1120
Czas trwania meczu: 133 minuty
Sędziowie: Andrej Karpienka i Alaksandr Żukawiec
| Szachcior Soligorsk | 2:3                                       | Stroitiel Mińsk |
|                     | (25:17, 22:25, 16:25, 27:25, 9:15) raport |                 |

| Poz.                 | Nr | Zawodnik               | 1           | 2           | 3           | 4           | 5           | Pkt |
| -------------------- | -- | ---------------------- | ----------- | ----------- | ----------- | ----------- | ----------- | --- |
| A                    | 2  | Pawieł Audoczanka      | 8 pięć      | 7 cztery    | 8 pięć      | 7 cztery    | 8 pięć      | 14  |
| Ś                    | 11 | Uładzisłau Łoszakou    | 7 cztery    | 6 trzy      | 7 cztery    | 9 sześć     | 7 cztery    | 7   |
| Ś                    | 13 | Iłla Burau             | 4 jeden     | 9 sześć     | 4 jeden     | 6 trzy      | 4 jeden     | 8   |
| P                    | 14 | Andriej Marczenko      | 6 trzy      | 5 dwa       | 33 zmiana24 | 5 dwa       | 6 trzy      | 7   |
| R                    | 21 | Alaksiej Kurasz        | 5 dwa       | 4 jeden     | 5 dwa       | 11 zmiana2  | 11 zmiana2  |     |
| P                    | 24 | Maksim Bahatka         | 9 sześć     | 8 pięć      | 6 trzy      | 23 zmiana14 | 23 zmiana14 | 14  |
| L                    | 10 | Uładzisłau Drapczynski | L           | L           | L           | L           | L           |     |
| Zmiany               |    |                        |             |             |             |             |             |     |
| Ś                    | 12 | Alaksiej Rabieka       |             |             | 20 zmiana11 | 4 pusty     | 20 zmiana11 | 2   |
| A                    | 15 | Ryhor Juszczuk         |             | 30 zmiana21 | 11 zmiana2  | 4 pusty     | 4 pusty     | 2   |
| R                    | 16 | Dzmitryj Wasz          | 23 zmiana14 | 11 zmiana2  | 30 zmiana21 | 4 jeden     | 5 dwa       | 1   |
| P                    | 20 | Jauhien Hrecki         |             |             |             | 25 zmiana16 | 25 zmiana16 | 1   |
| P                    | 23 | Arciom Maśko           | 33 zmiana24 | 33 zmiana24 | 9 sześć     | 8 pięć      | 9 sześć     | 14  |
| Nie weszli na boisko |    |                        |             |             |             |             |             |     |
| R                    | 9  | Iłla Hanczaruk         |             |             |             | 4 pusty     | 4 pusty     |     |
| L                    | 22 | Stanisłau Zabarouski   |             |             |             | 4 pusty     | 4 pusty     |     |
| Trener               |    |                        |             |             |             |             |             |     |
| Wiktar Bieksza       |    |                        |             |             |             |             |             |     |

| Poz.                 | Nr | Zawodnik                | 1           | 2           | 3        | 4           | 5           | Pkt |
| -------------------- | -- | ----------------------- | ----------- | ----------- | -------- | ----------- | ----------- | --- |
| A                    | 6  | Siarhiej Akulicz        | 7 cztery    | 8 pięć      | 7 cztery | 8 pięć      | 7 cztery    | 24  |
| Ś                    | 8  | Alaksiej Kamar          | 6 trzy      | 7 cztery    | 6 trzy   | 7 cztery    | 6 trzy      | 14  |
| R                    | 15 | Kanstancin Ciuszkiewicz | 4 jeden     | 5 dwa       | 4 jeden  | 5 dwa       | 4 jeden     | 5   |
| P                    | 17 | Iłla Marazou            | 5 dwa       | 6 trzy      | 5 dwa    | 6 trzy      | 5 dwa       | 17  |
| Ś                    | 18 | Wadzim Prańko           | 9 sześć     | 4 jeden     | 9 sześć  | 4 jeden     | 9 sześć     | 11  |
| P                    | 22 | Mikita Kanawałau        | 8 pięć      | 9 sześć     | 8 pięć   | 9 sześć     | 8 pięć      | 9   |
| L                    | 20 | Maksim Budziuchin       | L           | L           | L        | L           | L           |     |
| Zmiany               |    |                         |             |             |          |             |             |     |
| Ś                    | 4  | Siarhiej Busieł         |             |             |          | 24 zmiana15 | 4 pusty     |     |
| P                    | 16 | Arsień Pałonski         | 27 zmiana18 | 27 zmiana18 |          | 27 zmiana18 | 27 zmiana18 |     |
| Nie weszli na boisko |    |                         |             |             |          |             |             |     |
| L                    | 1  | Alaksiej Ratucki        |             |             |          | 4 pusty     | 4 pusty     |     |
| Ś                    | 7  | Raman Pasawiec          |             |             |          | 4 pusty     | 4 pusty     |     |
| P                    | 9  | Pawieł Jemialjanau      |             |             |          | 4 pusty     | 4 pusty     |     |
| A                    | 10 | Piotr Miniankou         |             |             |          | 4 pusty     | 4 pusty     |     |
| R                    | 21 | Stanisłau Pahocki       |             |             |          | 4 pusty     | 4 pusty     |     |
| Trener               |    |                         |             |             |          |             |             |     |
| Aleh Mikanowicz      |    |                         |             |             |          |             |             |     |

## Statystyki meczowe
| SZA | STATYSTYKI        | STR |
| 99  | MAŁE PUNKTY       | 107 |
| 56  | ATAK              | 59  |
| 12  | BLOK              | 16  |
| 2   | SERWIS            | 5   |
| 29  | BŁĘDY PRZECIWNIKA | 27  |

## Wyjściowe ustawienie drużyn
| Burau Kurasz Marczenko Łoszakou Awdoczienko Bahatka Drapczynski Ciuszkiewicz Marazou Kamar Akulicz Kanawałau Prańko Budziuchin |